# Taras
Taras je moško osebno ime.

## Izvor imena
Ime Taras oziroma Tarasij, Tarazij izhaja iz grškega imena Tarásios s pomenom »kdor se upira«.

## Pogostost imena
Po podatkih SURSa je bilo na dan 31. decembra 2007 v Sloveniji 29 oseb z imenom Taras.

## Osebni praznik
V koledarju Taras praznuje god 25. februarja. Tega dne leta 806 je preminil carigrajski patriarh Tarazij (Taras).
Sveti Tarazij ali Taras je bil voditelj Cerkve na krščanskem Vzhodu ob koncu nemirnega 8. stoletja.

## Znane osebe
- Taras Bulba (kratki zgodovinski roman Nikolaja Gogolja)
- Taras Birsa (fiktivni lik kriminalista v romanih Tadeja Goloba in po njih posnetih TV-nadaljevankah, kjer ga igra Sebastijan Cavazza)
- Taras Kermauner (slovenski dramaturg, filozof, esejist, literarni zgodovinar in kritik)
- Taras Krivenko (slovenski letalec, letalski konstruktor-amater, publicist; 1928-2012)
- Taras Pečeny (violinist ukrajinskega rodu)
- Taras Poljanec (slovenski violinist, virtuoz)
- Taras Ševčenko (ukrajinski pesnik, pisatelj, umetnik, politik, folklorist ter etnograf)
- Taras Vasiljev (psevdonim slovenskega literata Fran(čišk)a Ločniškarja)
- Edko Ferjančič-Taras, duhovnik in narodni delavec, sodelavec OF
- Nace Majcen-Taras, vojaški politični delavec (NOB...)